# Röd sisel
Röd sisel (Spermophilus major) är en däggdjursart som först beskrevs av Peter Simon Pallas 1778.  Den ingår i släktet sislar och familjen ekorrar. Inga underarter finns listade.

## Taxonomi
De flesta arterna i det tidigare släktet Spermophilus har efter DNA-studier konstaterats vara parafyletiska med avseende på präriehundar, släktet Ammospermophilus och murmeldjur. Detta släkte har därför delats upp i flera släkten. Kvar i Spermophilus finns endast den gamla världens sislar, som, bland andra, denna art.

## Beskrivning
En stor och kraftigt byggd sisel med en kroppslängd på mellan 32 och 45 cm inklusive den 7 till 11 cm långa svansen. Som alla sislar har den stora ögon, små öron, korta ben och är försedd med kindpåsar att bära föda i. Ovansidan har gråaktig päls med vita markeringar och inblandning av gula och rödbruna hår, rödbruna fläckar på kinderna och gråaktiga fläckar i nacken, medan undersidan är gråaktig till blekgul.

## Ekologi
Habitatet utgörs främst av grässtäpper och andra gräsmarker, gärna på lerjordar. I den norra delen av utbredningsområdet förekommer arten även i angränsande trädstäpper och de södra delarna av skogsbältet, medan den i söder även finns i floddalar och halvöknar.
Den röda siseln är en dagaktiv art, som undviker de varmaste delarna av dagen. Födan består av rötter, frön, blad och stjälkar av gräs (inklusive sädesväxter) samt blommor, lökar och undantagsvis insekter och ägg.
Arten övervintrar: De vuxna hanarna går i ide redan i mitten av juni, medan övriga individer väntar till augusti. Arten bygger två typer av bon: Dels mera permanenta på mellan 40 och 150 cm djup, dels tillfälliga hålor med endast en ingång på omkring 30 till 50 cm under markytan.

## Utbredning
Denna sisel förekommer vid södra Uralbergen i Ryssland och norra Kazakstan. En rapport från 1987 om en förekomst i norra Kina (Xinjiang) är troligen en förväxling med den besläktade arten Spermophilus brevicauda.

## Status
IUCN kategoriserar arten globalt som livskraftig. Arten är utsatt för stora populationsväxlingar vilket gör det svårt att ange någon generell ökning eller minskning, men det förefaller som om den minskar något i åtminstone vissa delar av utbredningsområdet. Ingenting tyder dock på att den skulle minska så kraftigt att någon annan kategori skulle komma ifråga. 